# Hexagonella peleae
Hexagonella peleae är en svampart som beskrevs av F. Stevens & Guba ex F. Stevens 1925. Hexagonella peleae ingår i släktet Hexagonella och familjen Schizothyriaceae.   Inga underarter finns listade i Catalogue of Life.